# Hannes Goertz
Hannes Goertz (* 13. März 1982) ist ein deutscher Volleyball- und Beachvolleyballspieler.

## Karriere Halle
Goertz begann 1994 mit Hallenvolleyball. Mit dem SV Lindow-Gransee stieg er 2009 in die Zweite Bundesliga Nord auf. 2010 wechselte der Außenangreifer zum Ligakonkurrenten TSGL Schöneiche. Nach dem Rückzug von Schöneiche 2013 in die Dritte Liga Nord wurde Goertz hier 2014 und 2016 Meister und stieg erneut in die 2. Bundesliga auf. Zuletzt bildete er mit seinem Bruder Mewes bis 2017 das Trainergespann.

## Karriere Beach
Von 2003 bis 2012 spielte Goertz national Beachvolleyball mit verschiedenen Partnern, u. a. auch mit seinem Bruder Mewes. Beste Platzierungen waren zwei fünfte Plätze beim Renault Beach Cup 2004 an der Seite von Thorge Kiwitt und ein dritter Platz mit Paul Becker beim Smart Beach Cup 2011 in Leipzig. Goertz nahm auch zweimal an den deutschen Meisterschaften in Timmendorfer Strand teil: 2010 mit Kay Matysik und 2011 mit Paul Becker.

## Berufliches
Hannes Goertz arbeitet als Software-Entwickler in Berlin.